# Terrorbombning
Terrorbombning indebærer, at civile mål i byer terroriseres af bombninger for at demoralisere befolkningen og forårsage panik. Terrorbombninger kan udføres med raketter, artilleri (både land- og søbaseret) og bombning fra fly. Især under 2. verdenskrig blev mange byer udsat for terrorbombning. Nogle af de mest kendte terrorbombninger under 2. verdenskrig fandt sted i London, Dresden, Hamborg og Berlin. Også atombomberne over Hiroshima og Nagasaki falder i denne kategori.
Københavns bombardement i 1807 påstås af nogle at være verdens første terrorbombardement.

## Reference
1. ↑  København 1807 New York 2001 - Politiken.dk
2. ↑  Undskyld for Københavns bombardement | Information